# Huang Džihong
Huang Džihong (poenostavljeno kitajsko: 黄志红; tradicionalno kitajsko: 黃志紅; pinjin: Huáng Zhìhóng), kitajska atletinja, * 7. maj 1965, Lanši, Džinhua, Ljudska republika Kitajska.
Nastopila je na poletnih olimpijskih igrah v letih 1988 in 1992, ko je osvojila naslov olimpijske podprvakinje v suvanju krogle, leta 1988 pa osmo mesto. Na svetovnih prvenstvih je osvojila zaporedna naslova prvakinje v letih 1991 in 1993 ter naslov podprvakinje leta 1995, na svetovnih dvoranskih prvenstvih dve srebrni medalji, na azijskih prvenstvih pa dva naslova prvakinje. 